# Von deutscher Republik

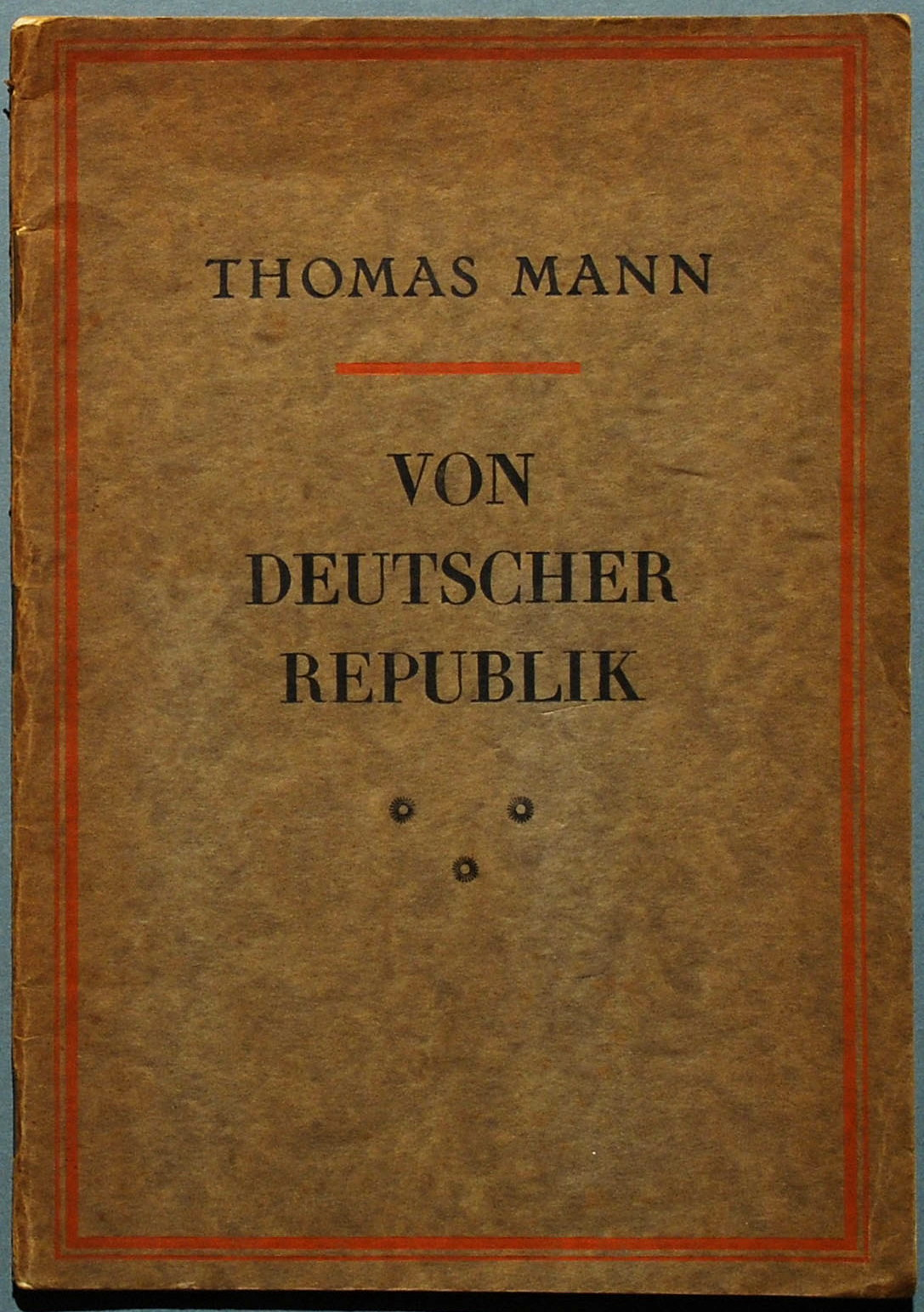
Erster Einzeldruck, S. Fischer 1923

Von deutscher Republik ist der Titel einer Rede, die Thomas Mann am 13. Oktober 1922 in Berlin aus Anlass des 60. Geburtstags von Gerhart Hauptmann gehalten hat. Ausgehend von der Volkstümlichkeit Gerhart Hauptmanns und in Auseinandersetzung mit der Dichtung von Novalis und Walt Whitman legte Thomas Mann ein Bekenntnis zur Weimarer Republik ab. Die Rede gilt als Kontrapunkt zu den konservativ-nationalen „Betrachtungen eines Unpolitischen“ von 1918.
Thomas Mann erklärte, dass die Demokratie – anders als ihre Gegner behaupteten – zur deutschen Kultur und Tradition besser passe als Wilhelminismus und „sentimentaler Obskurantismus“. Insbesondere das freundliche und bescheidene öffentliche Auftreten des Reichspräsidenten Friedrich Ebert habe ihn davon überzeugt, dass Demokratie eine deutschere Sache sei als „imperiale Gala-Oper“. Absicht der Rede war, vor allem die studentische Jugend zu ermuntern, ihren Widerstand gegen die Republik aufzugeben. Auch wenn die Rede im national-konservativen Denken verankert war, unterstrich Thomas Mann mit ihr sein Engagement gegen völkisch-antisemitische Umtriebe und für die Humanität, für „deutsche Menschlichkeit“.
Thomas Manns Bekenntnis zur Republik entsprang keinem inneren Sinneswandel, sondern war äußeren Anlässen geschuldet. Nach über 300 politischen Morden in den zurückliegenden drei Jahren fühlte er eine persönliche Schuld an dem verbreiteten öffentlichen Schweigen angesichts von „ekelhaften und hirnverbrannten Mordtaten“. Walther Rathenaus Ermordung am 24. Juni 1922 hatte Mann als „schweren Choc“ bezeichnet.
Ob Thomas Mann damit eine wirkliche politische Wende vollzogen hatte, ist bis heute umstritten. Der Schriftsteller selber beharrte zeitlebens darauf, 1922 nicht mit früheren Überzeugungen gebrochen zu haben.
Manns alte Heimat, der konservative Kreis um Arthur Moeller van den Bruck, wertete die Rede erwartungsgemäß als Bruch und Verrat, ebenso Hanns Johst.